# Beenox
Beenox es un desarrollador de videojuegos cuyo domicilio está en la ciudad de Quebec, Canadá. Fundada en 2000 por Dominique Brown. Beenox ha sido galardonado con el Mejor Desarrollador de Quebec en 2000 y entró en el Top 50 de los mejores desarrolladores de videojuegos del Mundo, publicado en marzo de 2008 por la Investigación de Desarrolladores de Juegos. El estudio se convirtió en una subsidiaria de propiedad total de Activision el 25 de mayo de 2005.
Esta empresa fue la encargada del desarrollo y adaptación de Call of Duty: Black Ops 3 para las consolas Xbox 360 y PlayStation 3 en compañía de Mercenary Technology , Ambas versiones fueron lanzadas durante la misma fecha.
Actualmente es conocido por haber desarrollado el remake del clásico juego de carreras Crash Team Racing de PlayStation, Crash Team Racing Nitro-Fueled para PlayStation 4, Xbox One y Nintendo Switch

## Publicaciones originales
Entre 2002 y 2006, la compañía era esencialmente una casa de portabilidad. Ellos completaron unos 30 proyectos para Microsoft Windows y Mac OS, basándose en las franquicias tan populares como X-Men, Spider-Man y Shrek. En 2006, regresaron al desarrollo de los videojuegos originales, con el juego de Bee Movie, inspirándose en la película de DreamWorks Animation. En el la expo del E3 de Activision, 2007 bombardeo a los medios, y lugo se anunció que Beenox sería el desarrollador, detrás de la versión para Windows del videojuego de Activision, Spider-Man: Friend or foe, que fue lanzado en octubre de 2007. Beenox emplea a cerca de 440 empleados que están desarrollando juegos para consolas como PlayStation 3, Xbox 360y Wii. Recientemente han lanzado juegos para Xbox 360, PS2, PS3, Wii y PC cómo el juego de Monsters vs Aliens y las versiones de ciertas consolas de Guitar Hero Smash. El último lanzamiento de Beenox fue Call of Duty Black Ops 3 (PS3, Xbox 360) que salió en noviembre de 2015.
Beenox ha recibido más de 35 premios desde su creación en 2000. Entre los reconocimientos son los mejores de "El mejor título del empledor de Quebec" en 2008 y la compañía de la concesión del año en 2006 por la Cámara de Comercio de Quebec. Dominique Brown también ganó varios premios, entre los cuales está la "Personalidad del joven de negocios del año" por la Cámara de Comercio de Quebec Young en 2005 y, más recientemente, la "Personalidad de las ventas" 2008 del Año por el diario Le Soleil y la red de Radio-Canada. El 13 de enero de 2011, Activision anunció que, debido al éxito de Spider-Man: Shattered Dimensions, Beenox ahora era ahora el jefe de desarrollo para todos los futuros juegos de Spider-Man. Esto daría lugar a la creación del juego de Spider-Man, llamado Spider-Man: Edge of Time, así como el nuevo juego producido por Columbia Pictures: The Amazing Spider-Man.
La desarrolladora terminó su trabajo en el videojuego de la saga COD (Black Ops 3) para Xbox 360 y PlayStation 3 en compañía de Mercenary Technology , juego el cual se lanzó el 6 de noviembre de 2015.
En 2018 asistió a Treyarch junto con Raven Software con el desarrollo de Call of Duty: Black Ops 4. Asimismo este estudio se encargó del port del juego para PC.
Actualmente están desarrollando la versión del clásico Crash Team Racing nombrado como Crash Team Racing Nitro-Fueled para lanzarse en junio de 2019.

## Lanzamientos originales
- The Amazing Spider-Man 2 (PC, PlayStation 3, PlayStation 4, Xbox 360, Xbox One, Nintendo 3DS)
- The Amazing Spider-Man (PC, PlayStation 3, Xbox 360, Wii, Nintendo 3DS)
- Spider-Man: Edge of Time (PlayStation 3, Xbox 360, Wii, Nintendo 3DS)
- Spider-Man: Shattered Dimensions (PC, PlayStation 3, Xbox 360, Wii)
- Guitar Hero Smash Hits (PlayStation 3, Xbox 360, Wii, PlayStation 2)
- Monsters vs. Aliens (PlayStation 3, Xbox 360, Wii, PlayStation 2, PC)
- Bee Movie: The Game (Xbox 360, PlayStation 2, PC)
- Coldstone game engine (Mac OS)
- Cars: Radiator Springs Adventure (PC, Mac OS)
- Pillars of Garendall (PC, Mac OS)
- Call of Duty: Black Ops 3 (Xbox360, Ps3)
- Call of Duty: Black Ops 4 (PC)
- Crash Team Racing Nitro-Fueled (Xbox One, PS4, Nintendo Switch)

## Publicaciones
- Tony Hawk's Pro Skater 4 (PC, 2003)
- Kelly Slater's Pro Surfer (PC, 2003)
- Tony Hawk's Underground (PC, 2004)
- The Lord of the Rings: The Return of the King (Mac, 2004)
- Pitfall: The Lost Expedition (PC, 2004)
- Shrek 2: Team Action (PC, 2004)
- Madagascar (PC, 2005)
- Fantastic Four (PC, 2005)
- Ultimate Spider-Man (PC, 2005)
- Over the Hedge (PC, 2006)
- X-Men: The Official Game (PC, 2006)
- Cars (PC, 2006)
- Spider-Man 3 (PC, 2007)
- Spider-Man: Friend or Foe (PC, 2007)
- Kung Fu Panda (PC, 2008 & MAC, 2009)
- Transformers: Revenge of the Fallen (PC, 2009)
- Call of Duty: Black Ops 3 (Xbox360, Ps3, 2015)

## Videojuegos publicados para Mac OS
- Cars
- Homeworld 2
- Kelly Slater's Pro Surfer
- MTX: Mototrax
- Myst V: End of Ages
- Railroad Tycoon 3
- Star Wars:Battlefront
- The Incredibles
- The Incredibles: Rise of the Underminer
- Tomb Raider: The Angel of Darkness
- Tony Hawk's Pro Skater 3
- Tony Hawk's Pro Skater 4
- Wakeboarding Unleashed featuring Shaun Murray